# Jubilate Deo (guide de chant grégorien)
Après les réformes liturgiques de Vatican II, le pape Paul VI fit publier en 1974, par l'intermédiaire de Congrégation pour le culte divin, le livret Jubilate Deo dans l'intention de faciliter l’achèvement de l'unité et de l’harmonie spirituelle et fraternelle des catholiques par cette tradition vivante (le chant grégorien) du passé. Dans la lettre accompagnant le guide envoyée à tous les évêques et responsables de communautés religieuses, Paul VI écrivit aussi que ceux qui essayent d'améliorer le niveau du chant paroissial ne peuvent refuser au chant grégorien la place qui lui est due. En tant que tel, le pape présenta ce guide comme indiquant le "répertoire minimum de chants grégoriens" que doivent connaitre et chanter les fidèles, la plupart étant issus du graduel romain. Le texte parut en français dans La Documentation catholique du 2 juin 1974.

## Contenu
Chants de l'ordinaire
- Kyrie XVI
- Gloria VIII
- Credo III
- Sanctus XVIII
- Pater Noster
- Agnus Dei XVIII

## Hymnes et antiennes
- O salutaris Hostia
- Adoro Te devote
- Alma Redemptoris Mater
- Ave Maris Stella
- Ave Regina Cœlorum
- Pange lingua/Tantum Ergo
- Parce Domine
- Regina Caeli
- Salve Regina
- Veni Creator Spiritus
- Laudate Dominum
- Ubi caritas
- Tu es Petrus